# Liste der Baudenkmale in Bersenbrück
In der Liste der Baudenkmale in Bersenbrück sind alle Baudenkmale der niedersächsischen Stadt Bersenbrück mit den Ortsteilen Ahausen-Sitter, Bokel, Hastrup, Hertmann-Lohbeck, Priggenhagen, Talge und Woltrup-Wehbergen aufgelistet. Mitglieder der Samtgemeinde Bersenbrück, die nicht zugleich Ortsteile der Stadt Bersenbrück sind, sind in dieser Liste nicht aufgeführt. Die Quelle der Baudenkmale ist der Denkmalatlas Niedersachsen. Der Stand der Liste ist der 11. Dezember 2024.
Der Denkmalatlas ist in diesem Bereich noch nicht vollständig und wird in Zukunft weiter ausgebaut.

## Allgemein
In den Spalten befinden sich folgende Informationen:
- Lage: die Adresse des Baudenkmales und die geographischen Koordinaten. Kartenansicht, um Koordinaten zu setzen. In der Kartenansicht sind Baudenkmale ohne Koordinaten mit einem roten Marker dargestellt und können in der Karte gesetzt werden. Baudenkmale ohne Bild sind mit einem blauen Marker gekennzeichnet, Baudenkmale mit Bild mit einem grünen Marker.
- Bezeichnung: Bezeichnung des Baudenkmales
- Beschreibung: die Beschreibung des Baudenkmales. Unter § 3 Abs. 2 NDSchG werden Einzeldenkmale und unter § 3 Abs. 3 NDSchG Gruppen baulicher Anlagen und deren Bestandteile ausgewiesen.
- ID: die Objekt-ID des Baudenkmales
- Bild: ein Bild des Baudenkmales, ggf. zusätzlich mit einem Link zu weiteren Fotos des Baudenkmals im Medienarchiv Wikimedia Commons. Wenn man auf das Kamerasymbol klickt, können Fotos zu Baudenkmalen aus dieser Liste hochgeladen werden:

## Bersenbrück

### Gruppe: Kloster St. Marien
Die Gruppe „Kloster St. Marien“ umfasst das frühere, 1231 von Otto II. von Ravensberg gestiftete Zisterzienserinnenkloster St. Marien in Bersenbrück. Das Kloster wurde 1787 aufgehoben. Nach der Aufhebung wurde es unter anderem als Amtssitz und als Damenstift (bis 1964) genutzt. Die Gruppe hat die ID 34393498.

| Lage                                                      | Bezeichnung      | Beschreibung | ID       | Bild           |
| --------------------------------------------------------- | ---------------- | --- | -------- | -------------- |
| Stiftshof 5 52° 33′ 18″ N, 7° 57′ 2″ O                    | Kirche           | Die Hallenkirche St. Vincentius wurde nach 1252 errichtet und ab dem 13. Jahrhundert mehrfach erweitert. Die Ausstattung umfasst einen Taufstein aus dem 13. Jahrhundert. Die Ausstattung ist weitgehend aus dem 16. Jahrhundert. Die älteste Glocke ist von 1389. | 34389297 | Weitere Bilder |
| Stiftshof 1 und 1A 52° 33′ 19″ N, 7° 56′ 57″ O            | Torhaus          | Die Klosterpforte bzw. das Torhaus wurde um 1700 errichtet. | 34389219 | Weitere Bilder |
| Stiftshof 2 52° 33′ 21″ N, 7° 57′ 1″ O                    | Wohnhaus         | Das eingeschossige frühere Pfarrhaus unter einem Satteldach wurde 1786 errichtet. | 34171123 | BW             |
| Stiftshof 4 52° 33′ 19″ N, 7° 57′ 3″ O                    | Klostergebäude   | Das barocke zweigeschossige Klostergebäude unter einem Satteldach mit Vorbauten unter einem Walm- bzw. Halbwalmdach wird inzwischen als Museum genutzt. | 34389335 |                |
| Stiftshof 6 52° 33′ 18″ N, 7° 56′ 59″ O                   | Klostergebäude   | Das frühere Gefängnis und Jugendstrafanstalt auf dem Klostergelände wird heute vom Allgemeinen Justiz- und Sozialdienst der Justiz im Bezirk Osnabrück genutzt. | 34389362 | Weitere Bilder |
| An der Bleiche 9 (Stiftshof 8) 52° 33′ 17″ N, 7° 57′ 2″ O | Klostergebäude   | Der sog. Äbtissinenflügel entstand als zweigeschossiges Gebäude auf einem Sockelgeschoss und unter einem Walmdach. Nach 1852 zog hier das Amtsgericht Bersenbrück ein. | 34389426 | Weitere Bilder |
| Stiftshof 8 52° 33′ 18″ N, 7° 57′ 3″ O                    | Klostergebäude   | Der Ostflügel des Alten Klosters wird durch den Remter mit dem Kreuzgang zum Hof hin repräsentiert. 1960 wurde der Flügel zu einer Jugendherberge umgebaut. Später wurde es Teil des Museums. | 34389554 | Weitere Bilder |
| Stiftshof 2 52° 33′ 20″ N, 7° 57′ 1″ O                    | Klostergebäude   | Der Kopfbau des früheren Pfarrhauses wurde zwischenzeitlich für die 1960 eingerichtete Jugendherberge genutzt. Später wurde es für das katholische Jugendbüro genutzt. 1981 wurde allerdings festgestellt, dass das Gebäude nicht mehr im Denkmalverzeichnis geführt wird. | 47023068 | BW             |
| Stiftshof 52° 33′ 18″ N, 7° 56′ 57″ O                     | Friedhof, Garten | Der alte Klosterfriedhof weist einen alten, über 100-jährigen Baumbestand und eine Einfriedungsmauer auf. | 45758657 | BW             |
| Hase-Insel 52° 33′ 18″ N, 7° 57′ 11″ O                    | Park             | Der Waldpark Hemke auf der Hase-Insel erstreckt sich zwischen der Hase und dem Hasekanal. Der Wald war schon im 13. Jahrhundert vorhanden. Im Norden befindet sich die Brücke zur sog. Hasemühle. Im Nordwesten befindet sich ein Kriegerdenkmal. Die Skulptur Thron des Königs der Karpfen und seiner Königin steht im Südosten der Insel. Im Süden befindet sich ein Wohnmobil-Stellplatz und der Schützenplatz sowie am Hastruper Weg der Gedenkstein Dr. Hengst. | 47653703 | BW             |

### Gruppe: Hof Meyer zu Hastrup
Die Gruppe „Hof Meyer zu Hastrup“ besteht aus einer Hofanlage des 18. Jahrhunderts. Die Gruppe hat die ID 37258175. 

| Lage                                        | Bezeichnung              | Beschreibung | ID       | Bild |
| ------------------------------------------- | ------------------------ | --- | -------- | ---- |
| Am Möhlenkamp 1 52° 32′ 36″ N, 7° 58′ 47″ O | Wohn-/Wirtschaftsgebäude | Das Zweiständer-Hallenhaus wurde 1721 errichtet. Sowohl der Wirtschafts- als auch der Wohngiebel kragen jeweils zweifach hervor. Das Gebäude wurde 1950 bis 1955 erneuert.                | 37258126 | BW   |
| Am Möhlenkamp 1 52° 32′ 35″ N, 7° 58′ 49″ O | Scheune                  | 1788 errichtete Fachwerkscheune mit drei Querdurchfahrten. | 37258152 | BW   |
| Am Möhlenkamp 1 52° 32′ 35″ N, 7° 58′ 47″ O | Scheune                  | 1948 errichtete Backsteinscheune mit zwei Längs- und drei Querdurchfahrten unter einem Satteldach                                                                                         | 47136850 | BW   |
| Am Möhlenkamp 1 52° 32′ 35″ N, 7° 58′ 45″ O | Speicher                 | Der 1956 errichtete zweigeschossige Speicher mit Stall unter einem Satteldach wurde mit Backstein im Erdgeschoss und Fachwerkobergeschoss anstelle des Vorgängergebäudes von 1755 erbaut. | 47136580 | BW   |

### Gruppe: Hof zu Höne
Die Gruppe „Hof zu Höne“ besteht aus mehreren Gebäuden des 20. Jahrhunderts. Die Gruppe hat die ID 46977611. 

| Lage                                          | Bezeichnung         | Beschreibung | ID       | Bild |
| --------------------------------------------- | ------------------- | --- | -------- | ---- |
| Gehrder Straße 104 52° 33′ 45″ N, 7° 58′ 5″ O | Wohnhaus            | 1920 wurde das villenähnliche ein- bis zweigeschossige Wohngebäude auf einem Bruchsteinsockel auf dem Hof zu Höne errichtet.          | 46977760 | BW   |
| Gehrder Straße 104 52° 33′ 45″ N, 7° 58′ 5″ O | Wirtschaftsgebäude  | Das gulfhausähnliche Wirtschaftsgebäude wurde 1920 unter einem Krüppelwalmdach errichtet.                                             | 46978443 | BW   |
| Gehrder Straße 104 52° 33′ 46″ N, 7° 58′ 6″ O | Stall               | Der Stall wurde aus Baumaterialien eines früheren Fachwerkgebäudes unter einem Satteldach (vermutlich auch um 1920) errichtet.        | 46978699 | BW   |
| Gehrder Straße 104 52° 33′ 47″ N, 7° 58′ 4″ O | Wagenschauer/Remise | Der Wagenschauer wurde aus Baumaterialien eines früheren Fachwerkgebäudes unter einem Satteldach (vermutlich auch um 1920) errichtet. | 46978653 | BW   |
| Gehrder Straße 104 52° 33′ 43″ N, 7° 58′ 4″ O | Kapelle             | Die Hofkapelle ist ein massiver Backsteinbau unter einem Satteldach mit Kruzifix im Inneren.                                          | 46976498 | BW   |

### Einzeldenkmale
| Lage                                               | Bezeichnung              | Beschreibung | ID       | Bild           |
| -------------------------------------------------- | ------------------------ | --- | -------- | -------------- |
| Am Meyerhof 1 52° 34′ 5″ N, 7° 56′ 51″ O           | Wohn-/Wirtschaftsgebäude | Das Zweiständer-Hallenhaus wurde 1803 unter einem Satteldach errichtet. Der Wirtschaftsgiebel kragt vierfach, der Wohngiebel dreifach vor. | 46963575 | BW             |
| Am Meyerhof 1 52° 34′ 5″ N, 7° 56′ 52″ O           | Backhaus                 | Das eingeschossige Fachwerkgebäude ist auf einem Bruchsteinsockel und einem Satteldach errichtet. | 46963596 | BW             |
| An der Freude 52° 33′ 41″ N, 7° 56′ 52″ O          | Park                     | Der Waldpark „Freude“ wurde bereits 1810 erwähnt und zeigt einen über 150-jährigen Laubwaldbestand. | 47654103 | BW             |
| Bokeler Straße 52° 33′ 9″ N, 7° 56′ 17″ O          | Wegekreuz                | Holzkreuz mit hellem Korpus. | 46977207 | BW             |
| Hemke 52° 33′ 24″ N, 7° 57′ 10″ O                  | Kriegerdenkmal           | Mehrere unterschiedliche Mauern und ein turmähnliches Bauwerk aus Sandstein stellen das Mahnmal dar. Auf einer Bronzeplatte wird an die Gefallenen der beiden Weltkriege erinnert. | 34171699 | BW             |
| Lindenstraße 2 52° 33′ 19″ N, 7° 56′ 49″ O         | Rathaus                  | Das 1912 errichtete frühere Kreishaus wurde nach den Entwürfen von Wilhelm Jänecke als zweigeschossiges Verwaltungsgebäude auf einem Bruchsteinsockel mit Zwerchhaus unter einem Satteldach errichtet. | 46986611 |                |
| Lohbecker Straße 115 52° 34′ 8″ N, 7° 56′ 9″ O     | Wegekreuz                | Holzkreuz mit Korpus. | 46986914 | BW             |
| Mittelstraße 17 52° 33′ 7″ N, 7° 56′ 44″ O         | Kirche                   | Die evangelische Bonnuskirche wurde 1905 bis 1907 als Kapelle auf einem Bruchsteinsockel unter einem Satteldach mit Dachreiter errichtet. Die Kirche wurde 1973 umfassend saniert. | 46991720 | Weitere Bilder |
| Markt 1 52° 33′ 18″ N, 7° 56′ 53″ O                | Wohn-/Geschäftshaus      | Das zweigeschossige Gebäude mit Erker und Zwerchhaus steht auf einem Bruchsteinsockel und unter einem Walmdach. | 46991501 | BW             |
| Markt 4-6 52° 33′ 18″ N, 7° 56′ 53″ O              | Schule                   | 1893 als katholische Volksschule errichtetes Schulgebäude („Rumphorst-Schule“) unter einem Satteldach. Ab 1937 bis 1938 zog dann auch das Rathaus ein. Bis in die 1970er Jahre wurde das Gebäude noch als Schule genutzt, dann umgebaut und 1995 saniert. Heute wird das Gebäude von der Stadtverwaltung genutzt. | 46991572 | BW             |
| Overbergstraße 115 52° 32′ 51″ N, 7° 57′ 4″ O      | Wegekapelle              | Backsteingebäude unter einem Satteldach | 46991927 | BW             |
| Sandbrinks Hofstraße 52° 33′ 13″ N, 7° 58′ 13″ O   | Wegekapelle              | Backsteingebäude unter einem Satteldach (Teil der Hofanlage Sandbrink) | 46992254 | BW             |
| Sandbrinks Hofstraße 2 52° 33′ 15″ N, 7° 58′ 24″ O | Wohn-/Wirtschaftsgebäude | Das Zweiständer-Hallenhaus wurde 1718 unter einem Satteldach errichtet. Der Wirtschaftsgiebel kragt vierfach, der Wohngiebel dreifach vor. | 46992102 | BW             |
| Sandbrinks Hofstraße 3 52° 33′ 10″ N, 7° 58′ 20″ O | Kapelle                  | Die 1927 auf dem Hof Franz Sandbrink errichtete Hofkapelle ist ein Backsteingebäude unter einem Satteldach. | 46992407 | BW             |
| Schulstraße 2 52° 33′ 14″ N, 7° 56′ 57″ O          | Wohnhaus                 | 1860 errichtetes eingeschossiges Fachwerkgebäude unter einem Halbwalmdach. | 47009402 | BW             |

### Ehemalige Baudenkmale
| Lage                                                         | Bezeichnung              | Beschreibung | ID       | Bild |
| ------------------------------------------------------------ | ------------------------ | --- | -------- | ---- |
| Hertmanner Kirchweg 2, 2A und 2B 52° 34′ 18″ N, 7° 57′ 19″ O | Hofanlage                | Die Hofanlage Thye besteht seit Beginn des 18. Jahrhunderts mit einem als Zweiständer-Hallenhaus errichteten Wohn-/Wirtschaftsgebäude, einer Scheune, einem Stall und einem Wagenschauer sowie einer Maschinenhalle. Durch Umbauten wurde die Hofanlage seit 1985 nicht mehr im Denkmalverzeichnis geführt. | 46982442 | BW   |
| Ravensbergstraße 13 52° 32′ 58″ N, 7° 57′ 15″ O              | Hofanlage                | Die Hofanlage Kruse wurde wohl im 18. Jahrhundert angelegt. Sie besteht aus einem Zweiständer-Hallenhaus als Wohn-/Wirtschaftsgebäude, das wohl 1859 umgebaut wurde, sowie einer Scheune, einem Stall und einem Wagenschauer jeweils unter einem Satteldach. Wegen der Veränderungen wurde die Hofanlage 1985 nicht mehr im Verzeichnis der Kulturdenkmale geführt. | 46992037 | BW   |
| Am Bollgarten 20 52° 34′ 14″ N, 7° 56′ 53″ O                 | Wohn-/Wirtschaftsgebäude | Das im 17. Jahrhundert als Heuerhaus errichtete Zweiständer-Hallenhaus unter einem Satteldach wurde wegen der Veränderungen 2019 aus dem Denkmalverzeichnis entfernt. | 46839882 | BW   |
| An der Feldmühle 52° 33′ 38″ N, 7° 56′ 36″ O                 | Mühle                    | Die Wassermühle („Feldmühle“) soll ursprünglich bei Ahausen gestanden haben und wurde 1729 als Klostermühle durch die damalige Äbtissin erneuert. Das Wasserrad war zwischenzeitlich durch Turbinen ersetzt worden. Bis 2003 wurde die Feldmühle restauriert und die Turbinen gegen ein Wasserrad ausgetauscht. 1985 war zwischen der Stadt und dem Landesamt für Denkmalpflege abgestimmt worden, dass die Mühle nicht mehr im Denkmalverzeichnis geführt werden sollte. | 46964601 |      |
| Hauptstraße 52° 37′ 12″ N, 7° 51′ 34″ O                      | Gasthaus                 | Um 1900 wurde hier das Gasthaus Theile, später Rietbrock, als zweigeschossiges Backsteingebäude mit Saalanbau unter einem Satteldach errichtet. Wegen der Veränderungen wurde das Gebäude 1986 aus dem Denkmalverzeichnis gestrichen. | 46313269 | BW   |
| Dorf Priggenhagen 39 52° 32′ 37″ N, 7° 57′ 14″ O             | Wohn-/Wirtschaftsgebäude | Das Zweiständer-Hallenhaus auf dem Hof Bömker unter einem Satteldach wurde 1888 errichtet und wegen der Veränderungen 1982 nicht mehr im Denkmalverzeichnis geführt. | 46977517 | BW   |
| Gehrder Straße 124 52° 33′ 39″ N, 7° 57′ 44″ O               | Wohn-/Wirtschaftsgebäude | Das Anfang des 18. Jahrhunderts als Heuerhaus für den Hof Mertens zu Höhne errichtete Zweiständer-Hallenhaus unter einem Satteldach wurde im 19. Jahrhundert erweitert. Im Verzeichnis wurde das Gebäude 1985 wegen der Veränderungen gestrichen. | 46978795 | BW   |
| Gehrder Straße 124 52° 33′ 39″ N, 7° 57′ 44″ O               | Wohn-/Wirtschaftsgebäude | Das Anfang des 18. Jahrhunderts als Heuerhaus für den Hof Mertens zu Höhne errichtete Zweiständer-Hallenhaus unter einem Satteldach wurde im 19. Jahrhundert erweitert. Im Verzeichnis wurde das Gebäude 1985 wegen der Veränderungen gestrichen. | 46978795 | BW   |
| Hastruper Damm 20 52° 32′ 29″ N, 7° 59′ 23″ O                | Wohn-/Wirtschaftsgebäude | 1750 als Heuerhaus des Hofes Meyer zu Hastrup errichtetes Zweiständer-Hallenhaus. Bei einem Brand 2011 wurde das Gebäude zerstört und aus dem Denkmalverzeichnis gestrichen. | 39748555 | BW   |
| Hastruper Damm 24 52° 32′ 36″ N, 7° 59′ 22″ O                | Wohn-/Wirtschaftsgebäude | Das als Heuerhaus des Hofes Husmann errichtetes Zweiständer-Hallenhaus unter einem teilweise reetgedeckten Satteldach wurde wegen der Veränderungen 1985 nicht mehr im Denkmalverzeichnis geführt und später abgebrochen. | 46979208 | BW   |
| Hastruper Weg 52° 33′ 9″ N, 7° 57′ 21″ O                     | Wehr                     | Über dem sog. Hasewehr verläuft die Brücke des Hastruper Wegs. 2006 wurde entschieden, dass das zeitjüngere Flutwehr nicht mehr im Denkmalverzeichnis geführt wird. | 34172669 | BW   |
| Hastruper Weg 52° 33′ 9″ N, 7° 57′ 20″ O                     | Gedenkstein              | Für den ehemaligen Oberkreisdirektor Dr. Richard Hengst wurde hier ein Findling aus grobkörnigem Granit in Erinnerung an seine Leistungen für die Regulierung des Flusses Hase aufgestellt. 2006 wurde entschieden, dass der Gedenkstein nicht mehr im Denkmalverzeichnis geführt wird. | 34173844 | BW   |
| Kreilings Weg 10 52° 33′ 57″ N, 7° 58′ 19″ O                 | Wohn-/Wirtschaftsgebäude | Das Zweiständer-Hallenhaus unter einem Satteldach von 1825 ist das Hauptgebäude des Hofes Kreiling und wurde 1982 wegen der Veränderungen aus dem Denkmalverzeichnis entfernt. | 46982568 | BW   |
| Lohbecker Straße 104 52° 33′ 50″ N, 7° 55′ 58″ O             | Wegekreuz                | Holzkreuz mit hellem Korpus. 1986 aus dem Denkmalverzeichnis gestrichen. | 46987099 | BW   |
| Sandstraße 21 52° 33′ 29″ N, 7° 58′ 14″ O                    | Wohn-/Wirtschaftsgebäude | Das Zweiständer-Hallenhaus wurde 1783 errichtet und ist das Haupthaus des Hofes Stolle. Der Wirtschaftsgiebel kragt dreifach vor. Wegen der Veränderungen wurde das Gebäude 1985 nicht mehr im Denkmalverzeichnis geführt. | 46992467 | BW   |
| Schulstraße 1 52° 33′ 15″ N, 7° 56′ 56″ O                    | Wohnhaus                 | Das 1860 errichtete eingeschossige Fachwerkgebäude („Haus Schlütz“) unter einem Halbwalmdach wurde mittlerweile abgebrochen und 1985 aus dem Denkmalverzeichnis gestrichen. | 46992520 | BW   |
| Schulstraße 2 52° 33′ 14″ N, 7° 56′ 56″ O                    | Nebengebäude             | Das alte Spritzenhaus wurde abgebrochen und 2006 aus dem Denkmalverzeichnis gestrichen. | 47022944 | BW   |

## Ahausen-Sitter

### Einzeldenkmale
| Lage                                                | Bezeichnung              | Beschreibung | ID       | Bild |
| --------------------------------------------------- | ------------------------ | --- | -------- | ---- |
| Ahausener Dorfstraße 13 52° 33′ 37″ N, 7° 55′ 23″ O | Wohn-/Wirtschaftsgebäude | 1809 errichtetes Zweiständer-Hallenhaus unter einem Satteldach. Der Wirtschaftsgiebel kragt dreifach, der Wohngiebel zweifach hervor.                                       | 46738886 | BW   |
| Am Mühlenbach 86 52° 33′ 47″ N, 7° 55′ 28″ O        | Wohn-/Wirtschaftsgebäude | Das 1660 errichtete Zweiständer-Hallenhaus unter einem Satteldach wurde als Heuerhaus für den Hof Rehkamp errichtet. Weder der Wohn- noch der Wirtschaftsgiebel kragen vor. | 46739122 | BW   |
| Ankumer Straße 151 52° 33′ 20″ N, 7° 55′ 0″ O       | Mühle                    | 1910 wurde hier eine Korn- und Sägemühle als Backsteingebäude mit Schornstein errichtet worden, deren Mühltechnik durch eine Dampfturbine angetrieben wurde.                | 46741720 | BW   |
| Bruchweg 18 52° 33′ 25″ N, 7° 54′ 18″ O             | Wegekreuz                | Das Kruzifix mit Korpus ist aus Sandstein gefertigt. | 46741857 | BW   |
| Zum Ahauser Berg 11 52° 33′ 26″ N, 7° 55′ 1″ O      | Wohn-/Wirtschaftsgebäude | 1756 wurde das Zweiständer-Hallenhaus unter einem Satteldach für den Hof Lammermann errichtet. Der Wirtschaftsgiebel kragt vierfach, der Wohngiebel dreifach vor.           | 46742034 | BW   |

### Ehemalige Denkmale
| Lage                                              | Bezeichnung              | Beschreibung | ID       | Bild |
| ------------------------------------------------- | ------------------------ | --- | -------- | ---- |
| Ahauser Dorfstraße 7 52° 33′ 25″ N, 7° 55′ 9″ O   | Wegekreuz                | Das Kruzifix mit Korpus aus Sandstein wurde durch ein neues ersetzt und daher 2020 aus dem Denkmalverzeichnis gestrichen.                                                                                        | 46738666 | BW   |
| Ahauser Dorfstraße 27 52° 33′ 29″ N, 7° 55′ 16″ O | Wegekreuz                | Das Kruzifix mit Korpus aus Sandstein wurde umgestaltet und daher 2020 aus dem Denkmalverzeichnis gestrichen. | 46738999 | BW   |
| Am Schiedelboll 28 52° 34′ 14″ N, 7° 55′ 1″ O     | Wohn-/Wirtschaftsgebäude | Das 1884 errichtete Zweiständer-Hallenhaus unter einem Satteldach wurde 1984 abgebrochen und aus dem Denkmalverzeichnis gestrichen.                                                                              | 46741603 | BW   |
| Ankumer Straße 116 52° 33′ 14″ N, 7° 54′ 45″ O    | Speicher                 | Der im 18. Jahrhundert errichtete zweigeschossige Fachwerkspeicher unter einem Satteldach des Hofs Niemann wurde wegen der Veränderungen 1982 nicht mehr im Denkmalverzeichnis geführt.                          | 46742574 | BW   |
| Ankumer Straße 52° 33′ 23″ N, 7° 55′ 3″ O         | Wohn-/Wirtschaftsgebäude | Das 1765 als Doppelheuerhaus des Hofs Usselmann errichtete Zweiständer-Hallenhaus unter einem Satteldach wurde zugunsten des Neubaus der Bundesstraße 214 abgebrochen und aus dem Denkmalverzeichnis gestrichen. | 46742442 | BW   |

## Bokel

### Einzeldenkmale
| Lage                                            | Bezeichnung              | Beschreibung | ID       | Bild |
| ----------------------------------------------- | ------------------------ | --- | -------- | ---- |
| Bokeler Straße 102 52° 32′ 56″ N, 7° 56′ 2″ O   | Wohn-/Wirtschaftsgebäude | Das als Heuerhaus für den Hof Hinkamp errichtete Zweiständer-Hallenhaus steht unter einem Satteldach. Allein der Wirtschaftsgiebel kragt zweifach vor. | 46837973 | BW   |
| Knörlpatt 52° 33′ 0″ N, 7° 55′ 53″ O            | Wegekreuz                | Holzkreuz mit hellem Korpus. | 46838283 | BW   |
| Zwischen den Höfen 7 52° 32′ 50″ N, 7° 56′ 8″ O | Wohn-/Wirtschaftsgebäude | 1855 für den Hof Beckmann errichtetes hallenhausähnliches Backsteingebäude unter einem Satteldach.                                                     | 46838408 | BW   |

### Ehemalige Denkmale
| Lage                                         | Bezeichnung | Beschreibung | ID       | Bild |
| -------------------------------------------- | ----------- | --- | -------- | ---- |
| Stockumer Weg 15 52° 32′ 21″ N, 7° 55′ 6″ O  | Hofanlage   | Die Hofanlage Schröder-Bruning besteht aus dem 1833 als Dreiständerbau errichteten Wohn-/Wirtschaftsgebäude, einer Scheune, einem Stall und einem Wagenschauer. 1985 wurde die Anlage wegen der Veränderungen nicht mehr im Denkmalverzeichnis geführt. | 46837776 | BW   |
| Alter Kirchweg 5 52° 32′ 59″ N, 7° 55′ 56″ O | Wegekreuz   | Das Holzkreuz mit Korpus auf dem Hof Döhmann wurde abgebrochen und damit 1985 aus dem Denkmalverzeichnis gestrichen. | 46837874 | BW   |
| Bokeler Straße 52° 32′ 53″ N, 7° 55′ 54″ O   | Wegekreuz   | Das Holzkreuz mit hellem Korpus wurde ab 1985 nicht mehr im Denkmalverzeichnis geführt. | 46837874 | BW   |

## Hastrup

### Ehemalige Denkmale
| Lage                                                 | Bezeichnung              | Beschreibung | ID       | Bild |
| ---------------------------------------------------- | ------------------------ | --- | -------- | ---- |
| Neuenkirchener Straße 23 52° 33′ 15″ N, 7° 57′ 53″ O | Wohn-/Wirtschaftsgebäude | Die ehemalige Försterei, ein vierständerähnliches Gebäude („Siedlerhof Scherder“) unter einem Halbwalmdach, wurde 1933 an die Neuenkirchener Straße versetzt. Das Gebäude wurde abgebrochen und seit 1985 nicht mehr im Denkmalverzeichnis geführt. | 46837467 | BW   |

## Talge

### Gruppe: Hof Rottmann
Die Gruppe „Hof Rottmann“ besteht aus den Gebäudes eines Wirtschaftshofs aus der zweiten Hälfte des 19. Jahrhunderts. Die Gruppe hat die ID 46804896.

| Lage                                            | Bezeichnung              | Beschreibung                                                                                     | ID       | Bild |
| ----------------------------------------------- | ------------------------ | ------------------------------------------------------------------------------------------------ | -------- | ---- |
| Suttruper Straße 11 52° 35′ 37″ N, 7° 56′ 25″ O | Wohn-/Wirtschaftsgebäude | Das hallenhausähnliche Backsteingebäude unter einem Satteldach wurde 1857 errichtet.             | 46804933 | BW   |
| Suttruper Straße 11 52° 35′ 38″ N, 7° 56′ 26″ O | Scheune                  | Die Scheune aus Backstein mit zwei Querdurchfahrten unter einem Satteldach wurde 1890 errichtet. | 46804955 | BW   |
| Suttruper Straße 11 52° 35′ 38″ N, 7° 56′ 24″ O | Scheune                  | Die Scheune aus Backstein mit einer Querdurchfahrt unter einem Satteldach wurde 1891 errichtet.  | 46804977 | BW   |
| Suttruper Straße 11 52° 35′ 37″ N, 7° 56′ 24″ O | Stall                    | Die Stall aus Backstein unter einem Satteldach wurde um 1900 errichtet.                          | 46805019 | BW   |
| Suttruper Straße 11 52° 35′ 36″ N, 7° 56′ 24″ O | Rauchhaus                | Das Rauchhaus wurde aus Backstein unter einem Satteldach errichtet.                              | 46805041 | BW   |
| Suttruper Straße 11 52° 35′ 38″ N, 7° 56′ 25″ O | Wagenschauer/Remise      | Der Wagenschauer ist ein Fachwerkbau unter einem Satteldach.                                     | 46804997 | BW   |

### Gruppe: Hof Koppelmann
Die Gruppe „Hof Koppelmann“ besteht aus den Gebäudes eines vierseitigen Wirtschaftshofs, der zu Beginn des 20. Jahrhunderts angelegt wurde. Die Gruppe hat die ID 46805348.

| Lage                                            | Bezeichnung         | Beschreibung | ID       | Bild |
| ----------------------------------------------- | ------------------- | --- | -------- | ---- |
| Suttruper Straße 19 52° 36′ 47″ N, 7° 55′ 41″ O | Wohnhaus            | 1905 errichtetes zweigeschossiges Backsteingebäude mit dreigeschossigem Zwerchhaus auf einem Sandsteinsockel und unter einem Satteldach. | 46805372 | BW   |
| Suttruper Straße 19 52° 36′ 48″ N, 7° 55′ 43″ O | Scheune             | 1905 errichtete Fachwerkscheune unter einem Satteldach.                                                                                  | 46805419 | BW   |
| Suttruper Straße 19 52° 36′ 48″ N, 7° 55′ 41″ O | Stall               | Um 1905 errichteter Fachwerkstall mit zwei Zwerchgiebeln unter einem Satteldach.                                                         | 46805492 | BW   |
| Suttruper Straße 19 52° 36′ 47″ N, 7° 55′ 43″ O | Wagenschauer/Remise | Wagenschauer in Fachwerkbauweise unter einem Satteldach.                                                                                 | 46805556 | BW   |

### Gruppe: Hof Stüfing
Die Gruppe „Hof Stüfing“ ist eine Hofanlage mit einem alten Baumbestand. Sie wurde 1860 wieder errichtet, nachdem das Haupthaus abgebrannt war. Die Gruppe hat die ID 41722283.

| Lage                                   | Bezeichnung              | Beschreibung | ID       | Bild |
| -------------------------------------- | ------------------------ | --- | -------- | ---- |
| Postdamm 19 52° 36′ 25″ N, 7° 55′ 4″ O | Wohn-/Wirtschaftsgebäude | 1860 wurde das zweiflügelige eingeschossige Fachwerkgebäude in Gestalt eines Vierständerhauses unter einem Halbwalmdach errichtet. | 41722304 | BW   |
| Postdamm 19 52° 36′ 24″ N, 7° 55′ 4″ O | Wagenschauer/Remise      | Zwischen 1860 und 1870 errichtetes Fachwerkgebäude unter einem Halbwalmdach.                                                       | 41722321 | BW   |
| Postdamm 19 52° 36′ 24″ N, 7° 55′ 1″ O | Wagenschauer/Remise      | Zwischen 1860 und 1870 errichtetes Fachwerkgebäude unter einem Halbwalmdach.                                                       | 41722338 | BW   |

### Gruppe: Hof Feilker
Die Gruppe „Hof Feilker“ ist eine Hofanlage aus dem 18. und 19. Jahrhundert und hat die ID 46793990.

| Lage                                    | Bezeichnung              | Beschreibung | ID       | Bild |
| --------------------------------------- | ------------------------ | --- | -------- | ---- |
| Postdamm 21 52° 36′ 26″ N, 7° 54′ 57″ O | Wohn-/Wirtschaftsgebäude | 1871 errichtetes Zweiständer-Hallenhaus unter einem Satteldach. Der Wirtschaftsgiebel kragt dreifach, der Wohngiebel zweifach vor        | 46794041 | BW   |
| Postdamm 21 52° 36′ 26″ N, 7° 54′ 58″ O | Scheune                  | 1774 errichtete Fachwerkscheune mit zwei Querdurchfahrten unter einem Satteldach                                                         | 46794431 | BW   |
| Postdamm 21 52° 36′ 26″ N, 7° 54′ 56″ O | Stall                    | Der 1875 errichtete Fachwerkstall mit einer Querdurchfahrt unter einem Satteldach wurde mit einem Anbau unter einem Schleppdach ergänzt. | 46794324 | BW   |
| Postdamm 21 52° 36′ 27″ N, 7° 54′ 57″ O | Wagenschauer/Remise      | 1921 errichteter Wagenschauer mit Querdurchfahrt unter einem Zwerchgiebel (ähnlich einem Torhaus)                                        | 46794484 | BW   |
| Postdamm 21 52° 36′ 25″ N, 7° 54′ 56″ O | Backhaus                 | Anderthalbgeschossiges Fachwerkgebäude, das um 1700 errichtet wurde. Der Backofen ist nicht mehr vorhanden.                              | 46794520 | BW   |

### Gruppe: Hof Wilke-Burlage
Die Gruppe „Hof Wilke-Burlage“ ist eine mehrseitige Hofanlage, die Mitte des 18. Jahrhunderts angelegt wurde, und hat die ID 46780734.

| Lage                                           | Bezeichnung              | Beschreibung | ID       | Bild |
| ---------------------------------------------- | ------------------------ | --- | -------- | ---- |
| Burlager Straße 13 52° 35′ 55″ N, 7° 56′ 2″ O  | Wohn-/Wirtschaftsgebäude | 1830 wurde das Zweiständer-Hallenhaus unter einem Satteldach errichtet. Der Wirtschaftsgiebel kragt dreifach, der Wohngiebel zweifach vor.      | 46784923 | BW   |
| Burlager Straße 13 52° 35′ 56″ N, 7° 56′ 4″ O  | Scheune                  | 1766 wurde die Fachwerkscheune mit zwei Querdurchfahrten unter einem Satteldach errichtet.                                                      | 46790253 | BW   |
| Burlager Straße 13 52° 35′ 56″ N, 7° 56′ 3″ O  | Scheune                  | 1892 wurde die Fachwerkscheune mit einer Querdurchfahrt unter einem Satteldach errichtet.                                                       | 46790347 | BW   |
| Burlager Straße 13 52° 35′ 55″ N, 7° 56′ 2″ O  | Stall                    | Der Stall aus Backstein wurde unter einem Satteldach errichtet.                                                                                 | 46790400 | BW   |
| Burlager Straße 13 52° 35′ 55″ N, 7° 56′ 3″ O  | Wagenschauer/Remise      | Der Wagenschauer aus Fachwerk hat vier Quereinfahrten unter einem Satteldach.                                                                   | 46790425 | BW   |
| Burlager Straße 13 52° 35′ 56″ N, 7° 56′ 0″ O  | Backhaus                 | Das eingeschossige Backhaus aus Fachwerk unter einem Satteldach wurde vermutlich um 2000 abgebrochen und aus dem Denkmalverzeichnis gestrichen. | 46790553 | BW   |
| Burlager Straße 13 52° 35′ 56″ N, 7° 55′ 59″ O | Schuppen                 | Der Fachwerkschuppen wurde unter einem Satteldach errichtet, vor 2000 abgebrochen und aus dem Denkmalverzeichnis gestrichen.                    | 46790575 | BW   |

### Gruppe: Hof Groß Warnefeld
Die Gruppe „Hof Groß Warnefeld“ ist eine Hofanlage, die zu Beginn des 19. Jahrhunderts errichtet und später erweitert wurde,  und hat die ID 46810978.

| Lage                                            | Bezeichnung              | Beschreibung | ID       | Bild |
| ----------------------------------------------- | ------------------------ | --- | -------- | ---- |
| Warnefelder Straße 1 52° 35′ 4″ N, 7° 57′ 54″ O | Wohn-/Wirtschaftsgebäude | 1811 errichtetes Zweiständer-Hallenhaus unter einem Satteldach. Der Wohn- und der Wirtschaftsgiebel kragen jeweils dreifach vor.         | 46811045 | BW   |
| Warnefelder Straße 1 52° 35′ 4″ N, 7° 57′ 55″ O | Scheune                  | Die Fachwerkscheune mit zwei Quereinfahrten steht unter einem Satteldach.                                                                | 46811089 | BW   |
| Warnefelder Straße 1 52° 35′ 3″ N, 7° 57′ 53″ O | Stall                    | 1890 errichteter Fachwerkstall mit Scheunenanbau.                                                                                        | 46811154 | BW   |
| Warnefelder Straße 1 52° 35′ 3″ N, 7° 57′ 56″ O | Wagenschauer/Remise      | 1891 errichtetes Fachwerkgebäude unter einem Satteldach. Die mittlere Querdurchfahrt mit Zwerchgiebeln entspricht einem Torhaus zum Hof. | 46811239 | BW   |
| Warnefelder Straße 1 52° 35′ 2″ N, 7° 57′ 55″ O | Wagenschauer/Remise      | Das Fachwerkgebäude steht unter einem Satteldach.                                                                                        | 46811285 | BW   |

### Einzeldenkmale
| Lage                                             | Bezeichnung              | Beschreibung | ID       | Bild |
| ------------------------------------------------ | ------------------------ | --- | -------- | ---- |
| Am Vesperbusch 73 52° 34′ 52″ N, 7° 56′ 41″ O    | Wohn-/Wirtschaftsgebäude | 1885 wurde das Zweiständer-Hallenhaus als Heuerhaus unter einem Satteldach für den Hof Gerberding (jetzt: Hegewisch) errichtet.                                                                | 46755764 | BW   |
| Am Vesperbusch (5) 52° 35′ 16″ N, 7° 56′ 45″ O   | Speicher                 | 1857 errichteter eingeschossiger Backsteinspeicher auf einem Bruchsteinsockel und unter einem Satteldach für den Hof Rengermann.                                                               | 36782979 | BW   |
| Burwahlstraße 23 52° 34′ 52″ N, 7° 56′ 41″ O     | Wohn-/Wirtschaftsgebäude | 1714 wurde das Zweiständer-Hallenhaus unter einem Satteldach für den Hof Burwahl errichtet. Wohn- und Wirtschaftsgiebel kragen jeweils dreifach vor. 1975 wurde das Gebäude umgebaut.          | 46766828 | BW   |
| Burwahlstraße 23 52° 34′ 52″ N, 7° 56′ 41″ O     | Wohn-/Wirtschaftsgebäude | 1714 wurde das Zweiständer-Hallenhaus unter einem Satteldach für den Hof Burwahl errichtet. Wohn- und Wirtschaftsgiebel kragen jeweils dreifach vor. 1975 wurde das Gebäude umgebaut.          | 46766828 | BW   |
| Feildorter Straße 16 52° 36′ 14″ N, 7° 55′ 35″ O | Wohn-/Wirtschaftsgebäude | 1851 wurde das Vierständer-Hallenhaus unter einem Satteldach für den Hof Sonnenkamp errichtet. Wohn- und Wirtschaftsgiebel kragen dreifach vor.                                                | 46790647 | BW   |
| Feildorter Straße 16 52° 36′ 15″ N, 7° 55′ 36″ O | Backhaus                 | Das eingeschossige Fachwerkgebäude wurde unter einem Satteldach errichtet. | 46790675 | BW   |
| Schmiedestraße 60 52° 35′ 33″ N, 7° 57′ 9″ O     | Wohn-/Wirtschaftsgebäude | Das Zweiständer-Hallenhaus unter einem Satteldach wurde als Doppelheuerhaus für den Hof Groß Wahlfeld errichtet. Wohn- und Wirtschaftsgiebel kragen jeweils zweifach vor.                      | 46804730 | BW   |
| Suttruper Straße 10 52° 35′ 52″ N, 7° 56′ 39″ O  | Wohn-/Wirtschaftsgebäude | Das Zweiständer-Hallenhaus unter einem Satteldach wurde 1810 für den Hof Flatemersch errichtet. Der Wohngiebel kragt dreifach, der Wirtschaftsgiebel vierfach vor.                             | 46804815 | BW   |
| Suttruper Straße 14 52° 36′ 11″ N, 7° 56′ 17″ O  | Wohn-/Wirtschaftsgebäude | Das 1896 als Heuerhaus für den Hof Burlage errichtete Zweiständer-Hallenhaus wurde unter einem Satteldach errichtet. Der Wirtschaftsgiebel kragt zweifach vor.                                 | 46805170 | BW   |
| Suttruper Straße 18 52° 36′ 16″ N, 7° 55′ 53″ O  | Wohn-/Wirtschaftsgebäude | Das 1868 für den Hof Struckmann (jetzt: Bramsche) errichtete Vierständer-Hallenhaus wurde unter einem Satteldach errichtet. Der Wirtschaftsgiebel kragt vierfach, der Wohngiebel dreifach vor. | 46805255 | BW   |
| Suttruper Straße 35 52° 35′ 48″ N, 7° 56′ 42″ O  | Wohn-/Wirtschaftsgebäude | Das 1820 für den Hof Kuhlmann errichtete Zweiständer-Hallenhaus wurde unter einem Satteldach errichtet. Der Wirtschaftsgiebel kragt vierfach, der Wohngiebel dreifach vor.                     | 46810847 | BW   |
| Wahlfelder Heide 7 52° 35′ 41″ N, 7° 58′ 11″ O   | Wohn-/Wirtschaftsgebäude | Das 1877 für den Hof Große Wahlfeld errichtete Vierständer-Hallenhaus wurde unter einem Satteldach errichtet. Der Wirtschaftsgiebel kragt dreifach vor.                                        | 46811632 | BW   |
| Wahlfelder Heide 11 52° 35′ 48″ N, 7° 58′ 10″ O  | Wohn-/Wirtschaftsgebäude | Das 1748 für den Hof Klein Wahlfeld errichtete Zweiständer-Hallenhaus wurde unter einem Satteldach errichtet. Der Wirtschaftsgiebel kragt dreifach, der Wohngiebel zweifach vor.               | 46811749 | BW   |

### Ehemaliges Baudenkmal
| Lage                                                | Bezeichnung              | Beschreibung | ID       | Bild |
| --------------------------------------------------- | ------------------------ | --- | -------- | ---- |
| Buhrwahlstraße 75 52° 36′ 50″ N, 7° 55′ 25″ O       | Wohn-/Wirtschaftsgebäude | Im Kern wurde das als Heuerhaus des Hofs Koppelmann errichtete Zweiständer-Hallenhaus unter einem Satteldach vor 1650 errichtet. Wegen der Veränderungen wurde das Gebäude 1982 nicht mehr im Denkmalverzeichnis geführt.                 | 46834881 | BW   |
| Eschweg 41 52° 36′ 15″ N, 7° 59′ 3″ O               | Scheune                  | Die 1727 errichtete Fachwerkscheune mit drei Querdurchfahrten des Hofs zur Stadt (Neubauer) steht unter einem Satteldach. Wegen der Veränderungen wurde das Gebäude 1982 nicht mehr im Denkmalverzeichnis geführt.                        | 46835026 | BW   |
| Horststraße 77 52° 35′ 33″ N, 7° 58′ 28″ O          | Wohn-/Wirtschaftsgebäude | Das Zweiständer-Hallenhaus auf dem Hof Pieper wurde unter einem Satteldach errichtet. Wohn- und Wirtschaftsgiebel kragen zweifach vor. Wegen der Veränderungen wurde das Gebäude 1982 nicht mehr im Denkmalverzeichnis geführt.           | 46835103 | BW   |
| Quakenbrücker Straße 114 52° 35′ 3″ N, 7° 57′ 4″ O  | Wohn-/Wirtschaftsgebäude | Das Zweiständer-Hallenhaus auf dem Hof Hegewisch wurde 1881 unter einem Satteldach errichtet. Wohn- und Wirtschaftsgiebel kragten jeweils dreifach vor. 2019 wurde das Gebäude wegen eines Brandes aus dem Denkmalverzeichnis gestrichen. | 46790780 | BW   |
| Quakenbrücker Straße 114 52° 35′ 3″ N, 7° 57′ 2″ O  | Scheune                  | 1890 wurde auf dem Hof Hegewisch die Fachwerkscheune mit einer Querdurchfahrt unter einem Satteldach errichtet. 2019 wurde das Gebäude wegen eines Brandes aus dem Denkmalverzeichnis gestrichen.                                         | 46790830 | BW   |
| Quakenbrücker Straße 127 52° 35′ 4″ N, 7° 57′ 11″ O | Hofanlage                | Die Hofanlage Beselbecke aus dem 19. Jahrhundert besteht aus dem Wohn-/Wirtschaftsgebäude, Scheune, Stall und Wagenschauer. 1986 wurde die Anlage wegen der Veränderungen aus dem Denkmalverzeichnis gestrichen.                          | 46790936 | BW   |
| Suttruper Straße 15 52° 36′ 11″ N, 7° 56′ 11″ O     | Hofanlage                | Die Hofanlage Schnedecker aus dem beginnenden 19. Jahrhundert besteht aus dem Wohn-/Wirtschaftsgebäude (1818), Scheune und Backhaus. 1985 wurde die Anlage wegen der Veränderungen aus dem Denkmalverzeichnis gestrichen.                 | 46834977 | BW   |
| Suttruper Straße 16 52° 36′ 13″ N, 7° 56′ 11″ O     | Wohn-/Wirtschaftsgebäude | Das Zweiständer-Hallenhaus wurde 1645 als Heuerhaus des Hofs Burlage unter einem Satteldach errichtet. 1982 wurde das Gebäude wegen der Veränderungen nicht mehr im Denkmalverzeichnis geführt.                                           | 46834992 | BW   |

## Woltrup-Wehbergen

### Gruppe: Hof Hesseler
Die Gruppe „Hof Hesseler“ (Mertens-Heßler) ist eine Hofanlage aus der Mitte des 18. Jahrhunderts und hat die ID 46747378.

| Lage                                       | Bezeichnung              | Beschreibung | ID       | Bild |
| ------------------------------------------ | ------------------------ | --- | -------- | ---- |
| Mertens Weg 22 52° 32′ 14″ N, 7° 57′ 16″ O | Wohn-/Wirtschaftsgebäude | 1767 wurde das Zweiständer-Hallenhaus unter einem Satteldach für den Hof Hesseler errichtet. Der Wirtschaftsgiebel kragt dreifach, der Wohngiebel kragt zweifach vor. | 46751923 | BW   |
| Mertens Weg 22 52° 32′ 15″ N, 7° 57′ 16″ O | Scheune                  | Die Fachwerkscheune mit einer Querdurchfahrt wurde unter einem Satteldach errichtet.                                                                                  | 46752050 | BW   |
| Mertens Weg 22 52° 32′ 15″ N, 7° 57′ 15″ O | Scheune                  | 1804 errichtete Fachwerkscheune mit zwei Querdurchfahrten unter einem Satteldach.                                                                                     | 46752117 | BW   |
| Mertens Weg 22 52° 32′ 14″ N, 7° 57′ 17″ O | Stall                    | Fachwerkstall unter einem Satteldach. | 46753874 | BW   |
| Mertens Weg 22 52° 32′ 14″ N, 7° 57′ 18″ O | Stall                    | Der aus Backstein errichtete Stall unter einem Satteldach wurde vor November 2018 abgebrochen und nachfolgend aus dem Denkmalverzeichnis gestrichen.                  | 46754164 | BW   |
| Mertens Weg 22 52° 32′ 15″ N, 7° 57′ 15″ O | Wagenschauer/Remise      | Der eingeschossige Wagenschauer steht unter einem Satteldach | 46753936 | BW   |
| Mertens Weg 22 52° 32′ 15″ N, 7° 57′ 17″ O | Räucherhaus              | Das Räucherhaus ist ein Backsteingebäude unter einem Satteldach. | 46754060 | BW   |

### Gruppe: Hofanlage Rauf
| Lage                                           | Bezeichnung              | Beschreibung | ID       | Bild |
| ---------------------------------------------- | ------------------------ | --- | -------- | ---- |
| Am Bökel 2, 2A, 2B 52° 31′ 48″ N, 7° 56′ 37″ O | Wohn-/Wirtschaftsgebäude | Das 1910 errichtete Vierständer-Hallenhaus des Hofs Rauf unter einem Satteldach zeigt ein Dielentor mit der Inschrift „1797“. Wohn- und Wirtschaftsgiebel kragen jeweils dreifach vor. | 46745111 | BW   |
| Am Bökel 2. 2A, 2B 52° 31′ 48″ N, 7° 56′ 35″ O | Garten                   | Von einer Hecke umgebener sog. Bauerngarten des Hofs Rauf mit Laubbaumbestand im Norden.                                                                                               | 46745314 | BW   |

### Einzeldenkmale
| Lage                                            | Bezeichnung              | Beschreibung | ID       | Bild |
| ----------------------------------------------- | ------------------------ | --- | -------- | ---- |
| Am Linnerkamp 25 52° 31′ 58″ N, 7° 57′ 24″ O    | Wohn-/Wirtschaftsgebäude | Das Zweiständer-Hallenhaus des Hofs Hermann zur Lage unter einem Satteldach wurde 1777 errichtet. Der Wirtschaftsgiebel kragt vierfach, der Wohngiebel dreifach vor. | 46742869 | BW   |
| Bramscher Straße 105 52° 32′ 7″ N, 7° 56′ 43″ O | Wegekreuz                | 1919 errichtetes hölzernes Kruzifix auf einem Postament. | 46746539 | BW   |

### Ehemalige Baudenkmale
| Lage                                                 | Bezeichnung              | Beschreibung | ID       | Bild |
| ---------------------------------------------------- | ------------------------ | --- | -------- | ---- |
| Bramscher Straße 52° 31′ 38″ N, 7° 56′ 23″ O         | Hofanlage                | Die Hofanlage Groß Overmann besteht aus einem Wohn-/Wirtschaftsgebäude (1762), einer Scheune, einem Stall, einem Wagenschauer und einem Schuppen (allesamt Fachwerkbauten). Wegen der Veränderungen wurde die Hofanlage 1985 nicht mehr im Denkmalverzeichnis geführt. | 46754414 | BW   |
| Wehberger Straße 20, 20a 52° 31′ 35″ N, 7° 56′ 43″ O | Hofanlage                | Die Hofanlage Berteke besteht aus einem Wohn-/Wirtschaftsgebäude (1757, Wohnhaus umgebaut 1936), einer Scheune, einem Stall und zwei Schuppen. Wegen der Veränderungen wurde die Anlage 1982 nicht mehr im Denkmalverzeichnis geführt.                                 | 46754604 | BW   |
| Bramscher Straße 107 52° 32′ 4″ N, 7° 56′ 34″ O      | Einfahrt                 | Die Einfahrt zur Hofanlage Giesling besteht aus einem Hoftor in einer Scherwand. Wegen der Veränderungen wurde die Einfahrt mit dem Hoftor 1982 nicht mehr im Denkmalverzeichnis geführt.                                                                              | 46755117 | BW   |
| Wehberger Straße 55 52° 31′ 35″ N, 7° 56′ 43″ O      | Wohn-/Wirtschaftsgebäude | Das Zweiständer-Hallenhaus wurde als Heuerhaus für den Hof Övermann errichtet. Wegen der Veränderungen wurde die Anlage 1982 nicht mehr im Denkmalverzeichnis geführt.                                                                                                 | 46755247 | BW   |